# Anastasia Kvitko
Pour les articles homonymes, voir Kvitko.
Anastasia Kvitko, née le 25 novembre 1994, est un modèle russe qui réside et travaille dans la ville de Miami. 

## Début dans la vie
Anastasia est née et a grandi dans l'Oblast de Kaliningrad dans l'ouest de Russie et déménage aux États-Unis à l'adolescence. Elle part pour Los Angeles  afin de poursuivre la modélisation. Après un court laps de temps à Los Angeles, elle déménage ensuite à Miami pour poursuivre la carrière de mannequin à temps plein.

## Carrière
Elle a été repérée à l'âge de 19 ans Elle est notamment célèbre pour sa corpulence.
En raison de sa figure et de sa présence sur les réseaux sociaux, elle, qui a plus de 10 millions d'abonnés sur Instagram, a été baptisée la Kim Kardashian russe. Elle a déclaré dans une interview : « j'aime Kim Kardashian mais je n'aime pas vraiment être comparée à elle – elle est loin derrière moi. »